# Política Común de Seguridad y Defensa de la Unión Europea

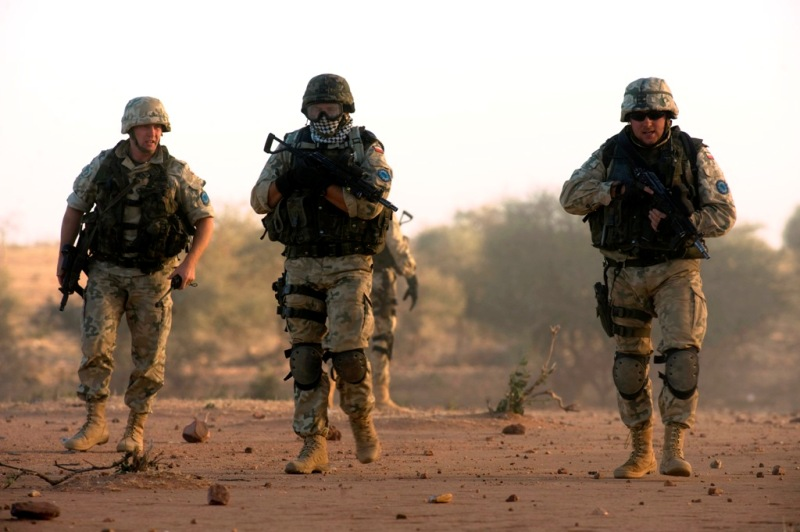
Soldados polacos de la EUFOR en una misión en el Chad en 2009.

La Política Común de Seguridad y Defensa (PCSD, anteriormente Política Europea de Seguridad y Defensa, PESD) es la actuación planificada en el seno del Consejo de la Unión Europea, así como su diseño estratégico, que la Unión despliega de manera autónoma en el ámbito militar y de la defensa. La PCSD forma parte de la Política Exterior y de Seguridad Común (PESC), en cuya estructura jurídica, administrativa, estratégica y política se integra. Asume sus mismos principios y objetivos (aplicados al terreno político específico de la defensa), y se sitúa bajo la misma autoridad jerárquica y operativa superior, la del Alto Representante de la Unión para Asuntos Exteriores y Política de Seguridad (AR). Como tal rama de la PESC, la PCSD es parte asimismo de la acción exterior de la Unión.
La PCSD se desarrolla en el Tratado de la Unión Europea (TUE), Título V, Sección 2. El Tratado de Ámsterdam (de 1999 instituyó la PESD, la vertiente operativa armada de la PESC, con la que se abría la posibilidad de crear posteriormente una estructura común de defensa, que «podrá conducir a una defensa común». No obstante, la UE sigue trabajando desde el ámbito de la intergobernabilidad en esta área, es decir, no de modo comunitario sino a través de la cooperación voluntaria de cada Estado miembro de la Unión. Sin embargo, la entrada en vigor del Tratado de Lisboa —que rebautizó esta política con el nombre de Política Común de Seguridad y Defensa— reforzó sus capacidades y sus instrumentos de actuación al abrir la posibilidad de establecer una Cooperación estructurada permanente (CEP) entre los Estados miembros más dispuestos en materia de armamento y capacidades defensivas. Este mecanismo de “Dos velocidades” se realiza a través de la Agencia Europea de Defensa (AED), que tiene como misión promover una política de defensa común y armonizar las políticas militares y de seguridad y defensa. La AED está compuesta por todos los Estados miembros y contó con un presupuesto de alrededor de 33 millones de euros en 2021.
Asimismo, el TUE establece la alineación de la PCSD con la Organización del Tratado del Atlántico Norte (OTAN), por lo que los compromisos y la cooperación en este ámbito se ajustán a los compromisos adquiridos en el marco de la organización transatlántica que, para los Estados miembros que forman parte de la misma, es el fundamento de su defensa colectiva y el organismo de ejecución de esta (Art. 42.7). El tratado también institucionaliza la militarización de los Estados miembros en cuanto que afirma que «los Estados miembros se comprometen a mejorar progresivamente sus capacidades militares». En ese sentido, se promueve la CEP que pretende impulsar el desarrollo de la industria y la tecnología armamentista y la cooperación del negocio de las armas a nivel comunitario. Adicionalmente, en marzo de 2022 se aprobó la Brújula Estratégica, promovida por el AR Josep Borrell.
Es la política de defensa un ámbito que, por su vinculación con el llamado "núcleo duro" de la soberanía nacional, ha resultado de compleja activación en el ámbito común, a pesar de haber sido una de las áreas que primero se persiguió unificar en los inicios de la construcción europea, a través de la fracasada Comunidad Europea de Defensa. Sin embargo, el relanzamiento que se produjo posteriormente ha procurado gestionarse a través de misiones concretas y limitadas temporal y logísticamente, el Consejo fue extendiendo una red de aplicaciones e intereses de naturaleza militar en determinados ámbitos geográficos, aquellos en que una actuación común era conveniente internacionalmente y acorde, internamente, con una política común exterior europea. Este ha sido el caso de las más de 35 misiones llevadas a cabo por la PCSD desde 2003.
Pese a que la UE representa, en términos agregados, una de las primeras fabricantes y exportadoras de armas global —la UE alberga algunas de las mayores empresas de armamento del mundo, entre ellas Thales, Airbus Group y Finmeccanica—, y a que su gasto militar agregado es segundo a nivel mundial, la organización no tiene una fuerza militar propia aunque cuenta con las fuerzas rápidas de despliegue.

## Historia
Este artículo describe la historia de la Política Común de Seguridad y Defensa (PCSD) de la Unión Europea (UE), una parte de la Política Exterior y de Seguridad Común (PESC). El proceso de integración europea en asuntos de la defensa y coordinación militar se remonta a los padres fundadores mismos, cuyo principal afán era entonces redimir la voluntad autodestructiva que Europa había llevado hasta sus últimas consecuencias con la Segunda Guerra Mundial. El gran simbolismo de que se dotó al primer paso sectorial —la Comunidad Europea del Carbón y del Acero (CECA)— dado en pro de este proyecto resultaba muy significativo, pues el carbón y el acero eran los dos recursos cuyo control —en Alsacia y Lorena, y en menor medida en Luxemburgo—, había exacerbado la rivalidad franco-alemana. El carbón era fuente de energía fundamental para el desarrollo de la industria, en especial cuando el desarrollo y expansión del ferrocarril por Europa, con su trascendencia estratégica y militar, lo requería especialmente; el acero, resistente aleación de hierro y carbono, era un valiosísimo material para la industria militar, que se retroalimentaba precisamente al calor de esta mala vecindad. La CECA buscaba poner bajo una autoridad supranacional la gestión en común de estos dos recursos.
La concepción mayoritaria es que la UE es el resultado de los esfuerzos para gestionar los conflictos pacíficamente tras dos guerras mundiales que devastaron Europa. Estos objetivos de paz, que originariamente inspiraban los discursos de integración europea, han dado paso a una voluntad política más orientada a la competitividad y a hacer de la Unión Europea un polo económico y financiero mundial integrado (de hecho, ya el principal incentivo de la integración fue a través de la CECA). Prueba de las intenciones de estos pioneros europeístas fue la fracasada Comunidad Europea de Defensa (CED), cuyo Tratado constitutivo llegó a ser firmado por todos los gobiernos, pero que no superó la ratificación parlamentaria en la Asamblea Nacional francesa. Tuvo que esperarse al empuje que se le propinó en la Conferencia de Messina para que el proyecto de integración europea volviera a encarrilarse con la firma del Tratado de Roma de 1957 que creó las otras dos Comunidades Europeas: la Económica y la de la Energía Atómica. Una vez más, se veía en esta última la preocupación política existente por los asuntos militares en un continente todavía fragmentado y doliente, donde la irrupción de las nuevas armas basadas en la desintegración atómica podría hacer estragos.
Si bien no sería hasta 1999, con la entrada en vigor del Tratado de Ámsterdam, que en Europa volvería a plantearse abiertamente en los Tratados la articulación de una política común de defensa, lo cierto es que ya la CPE (Cooperación Política Europea) contemplada en el Acta Única y, sobre todo, la perspectiva de la adopción de una Política Exterior y de Seguridad Común (PESC) con la firma del Tratado de Maastricht, abrieron ya las puertas a los primeros albores de la cooperación militar autónoma a escala europea. Así, en 1992 los ministros de defensa de las entonces Comunidades se reunieron en la ciudad alemana de Petersberg y acordaron la creación de un marco de cooperación militar autónomo de la OTAN, si bien coordinado con esta, para el desarrollo de determinadas misiones de paz o humanitarias en terceros países. Estas operaciones, que en algunos casos y particularmente en los Balcanes mostraron su utilidad, fueron bautizadas con el nombre de aquella localidad como Misiones Petersberg. Con el Tratado de Ámsterdam se dispuso su institucionalización en el marco de una Política Europea de Seguridad y Defensa (PESD).
El nombramiento de Javier Solana como Alto Representante para la Política Exterior y de Seguridad Común del Consejo supuso un cambio notable para la neonata PESD. El empeño personal de Solana por garantizar la paz en la antigua Yugoslavia, azotada por dos guerras civiles que incluyeron un genocidio, y con las que Solana lidió arduamente desde la OTAN, transfirió su influencia sobre la nueva política, con la implicación continuada de los europeos en la posguerra de la región a través de misiones civiles, militares y combinadas, de mantenimiento de la paz y ayuda humanitaria. Las numerosas operaciones y dispositivos combinados que allí desplegó la Unión Europea fue muy vasta, y su continuidad (todavía perviven algunas de estas misiones) inédita.

### Brújula Estratégica (2022)
| La Brújula Estratégica indica las cuatro direcciones en las que se debería avanzar |  |                      |
| \| Resiliencia \| Resiliencia \| Resiliencia \| \| Gestión de crisis \| \| Capacidad de defensa \| \| Asociaciones con aliados \| Asociaciones con aliados \| Asociaciones con aliados \| \| ------------------------ \| ------------------------ \| ------------------------ \| |  |                      |
| Resiliencia |  |                      |
| Gestión de crisis |  | Capacidad de defensa |
| Asociaciones con aliados |  |                      |

En junio de 2020, los ministros de defensa de la UE acordaron desarrollar un documento denominado Brújula Estratégica para definir los objetivos de la organización en cuanto a la política de seguridad y defensa. El primer borrador del texto, presentado en noviembre de 2021, se basaba en un «análisis de amenazas» que fue realizado partiendo de información suministrada por los diferentes servicios de inteligencia de los Estados miembros de la UE en el marco del diálogo estructurado con las instituciones de la UE y varios expertos. Así, entre febrero y marzo se sucedieron diferentes versiones del texto tomando en cuenta las medidas en materia de defensa presentadas por la Comisión Europea a mediados de febrero. Adicionalmente varios acontecimientos internacionales —en particular la invasión rusa de Ucrania— afectaron el acuerdo final  aprobado por los líderes europeos en marzo.
La Brújula Estratégica no sustituirá a la Estrategia Global de la UE (EGUE) —presentada en 2017 por Federica Mogherini, entonces Alta Representante de la Unión para Asuntos Exteriores y Política de Seguridad— que establece las prioridades generales de la política exterior de la Unión. En cambio, se supone que es una estrategia de "rango medio", que traduce las prioridades de la UE en objetivos tangibles y define qué capacidades debe desarrollar la Unión. La Brújula también tiene como objetivo fomentar una "cultura estratégica" europea común, impulsando a los Estados miembros hacia un entendimiento común de las amenazas clave para la UE y cómo contrarrestarlas juntos.
En consonancia, se ha debatido la cuestión del uso de la cláusula de defensa mutua (artículo 42, apartado 7, del TUE) que establece que si un Estado miembro es víctima de agresión armada en su territorio, el resto de Estados tienen la obligación de ayudar y asistir a través de todos los medios a su alcance. Para Alemania, no obstante, también sería necesario lanzar una europeización de la "disuasión nuclear" de Francia y de su lugar en el Consejo de Seguridad de las Naciones Unidas.

### Respuesta de la UE a la invasión rusa de Ucrania
La respuesta de la Unión Europea a la invasión rusa de Ucrania hace referencia a las diferentes medidas adoptadas e impuestas por la Comisión Europea, el Consejo y el Consejo Europeo (Estados miembros) para sancionar económicamente a Rusia, contrarrestar los efectos de la agresión rusa iniciada en febrero de 2022 y apoyar económica y militarmente a Ucrania. Desde el inicio de la intervención militar, la UE y varios de sus aliados como Estados Unidos, decidieron aumentar las sanciones contra el gobierno ruso iniciadas en 2014 a fin de «paralizar» la capacidad rusa para «financiar su maquinaria de guerra» y dificultar su manejo de activos para obtener liquidez. Adicionalmente, varios gobiernos nacionales de los Estados miembros decidieron enviar armamento y ayuda económica al gobierno ucraniano mediante fondos nacionales y el Fondo Europeo de Apoyo a la Paz, así como facilitar la entrada de refugiados ucranianos a la Unión.

## Tratado de Lisboa
El Tratado de Lisboa ha supuesto una nueva configuración normativa para la política de defensa comunitaria. El texto, en vigor desde el 1 de diciembre de 2009, abrió la puerta a un nuevo mecanismo de cooperación estructurada permanente (CEP) a través del cual los Estados miembros con capacidades militares más avanzadas están llamados a establecer entre sí un marco institucionalizado y regular de cooperación y coordinación de aquellas, y de toda su industria militar, en el seno de la Unión. Esta es quizá la innovación más relevante que introduce Lisboa en la defensa europea común. Además, y junto a esta "integración avanzada" en asuntos de la defensa que supone la CEP, Lisboa abre por vez primera la posibilidad de establecer las conocidas como cooperaciones reforzadas, esto es, operaciones o compromisos regulados a nivel comunitario de los que participen tan solo aquellos Estados que manifiesten su voluntad, siempre que sean por lo menos nueve.
El Tratado rebautizó la PESD (Política Europea de Seguridad y Defensa) sustituyendo, de manera significativa, el adjetivo "europea" por "común", por lo que la política defensiva de la Unión Europea ha pasado a denominarse Política Común de Seguridad y Defensa (PCSD). El documento lleva hasta sus últimas consecuencias la pertenencia de la PCSD a la PESC e incluye a aquella entre las competencias del nuevo Servicio Europeo de Acción Exterior, que administra la acción exterior europea en todas sus dimensiones, bajo la autoridad del reforzado Alto Representante de la Unión para Asuntos Exteriores y Política de Seguridad.
Lo que no altera Lisboa, como era de esperar, es la regla de la unanimidad por la que se rige la PCSD y, ahora ya en menor medida o con algunas salvedades, toda la PESC. Por lo tanto, la aplicación y efectividad de todos estos mecanismos e instrumentos dependerá en la práctica, en gran medida, de la voluntad política de los dirigentes europeos, especialmente de los gobiernos nacionales, pues la PCSD sigue siendo un ámbito (el que más) de funcionamiento plenamente intergubernamental.

### Principios y objetivos PESC-PCSD
Los principios y objetivos por los que se rige y que persigue la Política Común de Seguridad y Defensa (PCSD) son los mismos que se aplican a la Política Exterior y de Seguridad Común (PESC) en la que aquella se engloba y, en más en general, a toda la acción exterior de la Unión Europea.
De acuerdo con el artículo 21 del Tratado de la Unión (en adelante TUE), la acción de la Unión en la escena internacional se fundamenta en el respeto a un conjunto de principios y la ordenación a un conjunto de objetivos que se enumeran en ese mismo precepto. Los principios fundamentadores de la acción exterior de la Unión, que pueden clasificarse, sin menoscabo de su igual categoría constitucional, en materiales (una suerte de principios-valores) y funcionales, son los siguientes: la dignidad humana (principio material); la universalidad e indivisibilidad de los derechos humanos y de las libertades fundamentales (principio material); la democracia y el Estado de Derecho (principio material); los principios de igualdad y solidaridad entre los hombres y los pueblos y naciones del mundo (principio material); el respeto del Derecho internacional, y en particular de los principios contenidos en la Carta de las Naciones Unidas (principio funcional); la cooperación (principio funcional); el multilateralismo, en especial en el marco de las Naciones Unidas (principio funcional).
Asimismo, y dentro del respeto de los principios anteriores, son objetivos que la Unión ha de perseguir (se observa una cierta reiteración, en algunos casos literal, entre los principios y los objetivos) en la definición y ejecución de sus políticas comunes y acciones en todos los ámbitos de las relaciones internacionales: la defensa de sus valores e intereses fundamentales, su seguridad, su independencia y su integridad; la promoción y consolidación de la democracia, el Estado de Derecho, los derechos humanos y el Derecho internacional; el mantenimiento de la paz y la prevención de conflictos, buscando una mayor seguridad internacional y en el marco de la Carta de la ONU, el Acta final de Helsinki y la Carta de París; el apoyo al desarrollo sostenible, incluyendo la protección del medio ambiente y la erradicación de la pobreza; la ayuda en situaciones de crisis o catástrofe natural o humana; la evolución del sistema internacional sobre las bases de una cooperación multilateral estable y una mejor gobernanza mundial. También son objetivos los llamados objetivos estratégicos que vienen enunciados en la Estrategia Europea de Seguridad, y que son tres: garantizar la seguridad interior, contribuir a la creación de un entorno de seguridad para Europa y, finalmente, la integración y promoción de la defensa europea en una cooperación institucionalizada internacional a través del llamado "multilateralismo eficaz", conceptos todos que vienen definidos en el mencionado documento.
Deben tenerse en cuenta, asimismo, los denominados valores de la Unión, contenidos en el artículo 2 TUE, y de los cuales los principios de la acción exterior no son sino un específico desarrollo y adaptación al ámbito de las relaciones internacionales; de igual forma, debe valorarse el artículo 3.5 TUE, que establece como uno de los objetivos generales de la Unión una acción exterior cohesionada y coherente a sus valores.

### Cláusula de defensa mutua (artículo 42, apartado 7, del TUE)
La cláusula de defensa mutua se refiere, en derecho de la Unión Europea, a las condiciones de invocación y las obligaciones que se derivan del apartado 7º del artículo 42 del Tratado de la Unión. Es de particular relevancia en el ámbito de la política común de seguridad y defensa ya que sentencia que si un Estado miembro es objeto de una agresión armada en su territorio, los demás Estados de la Unión «deberán» prestarle ayuda y asistencia «por todos los medios a su alcance». Esta cláusula, adoptada con la entrada en vigor del Tratado de Lisboa, se inspira nítidamente en la que contiene, en parecidos términos, el Tratado del Atlántico Norte. Los Estados podrán canalizar dicha asistencia a través de organización creada por dicho tratado.

## Marco político e institucional
Si la Política Exterior y de Seguridad Común (PESC) se encuentra ya sujeta a procedimientos y mecanismos que, sin romper la apariencia formal de un marco institucional único para toda la Unión y sus políticas, resultan a todas luces muy específicos, estas diferenciaciones se revelan en toda su intensidad en el ámbito concreto de la Política Común de Seguridad y Defensa (PCSD) de la Unión. Ya su misma ubicación, dentro del Tratado de la Unión Europea y extraído por tanto del Tratado de Funcionamiento, donde se encuentran todas las demás políticas comunes excepto la PESC-PCSD, apunta en dirección de una voluntad netamente diferenciadora del resto de políticas. Si bien el Tratado, en su Capítulo 2º del Título V, dedicado a la PESC, llama sucesivamente a las cuatro principales instituciones de la Unión -el Parlamento Europeo, el Consejo Europeo, el Consejo y la Comisión Europea- y al Alto Representante (AR) para que participen de dicha política -incluyendo, por tanto, los asuntos de seguridad y de defensa-, el papel específico que sus preceptos atribuyen a las mismas se aparta a todas luces del que ordinariamente les corresponde en las políticas comunitarias. De este modo, resaltan con fuerza las funciones decisorias y de ejecución que en este ámbito político corresponden al Consejo y al AR, el papel de supervisión e instancia permanente que ejerce, a cierta distancia, el Consejo Europeo sobre ambos, y finalmente la presencia residual y casi testimonial que se concede al Parlamento y a la Comisión como tales.
Con respecto a las instituciones y órganos principales en materia de PCSD (y de PESC en general), podría resumirse, generalizando y en términos muy latos, lo siguiente:
- el Consejo Europeo define las líneas y objetivos estratégicos,
- el Consejo aplica mediante decisiones dicha estrategia y supervisa su ejecución,
- el Alto Representante propone decisiones y dirige y ejecuta la política y las decisiones adoptadas,
- la Comisión participa y expresa sus posiciones en todas las fases,
- el Parlamento controla políticamente y delibera.

El Tribunal de Justicia, el Tribunal de Cuentas y el Banco Central Europeo, las otras tres instituciones de la Unión, están completamente excluidos del ámbito de la PCSD, salvo en lo que toca al primero para comprobar la legalidad formal de los actos adoptados en materia PESC-PCSD. No existe, pues, en el ámbito de la PCSD, método comunitario alguno. Consecuencia de todas estas peculiaridades es la proliferación de órganos y organismos suplementarios con funciones específicas en materia de seguridad y defensa.
Debe finalmente recordarse que, de acuerdo con el Tratado, la PCSD "será ejecutada por el Alto Representante y por los Estados miembros, utilizando los medios nacionales y los de la Unión".

### El Consejo Europeo y el Consejo
El Consejo Europeo y el Consejo definen y aplican, por unanimidad en principio, la Política Exterior y de Seguridad Común (PESC) en su conjunto, a tenor del artículo 24 TUE. Sin embargo, lo cierto es que, como a su vez afirman otros preceptos del mismo tratado, al primero corresponde tan solo la definición, por medio de decisiones adoptadas por unanimidad -previa recomendación del Consejo-, de los intereses y objetivos estratégicos de la acción exterior europea, incluida su política de defensa, así como una peculiar función de instancia política máxima, en los casos en que de ordinario correspondería la competencia al Consejo pero este encuentra dificultades para llegar a un acuerdo. Por lo demás, sin embargo, la definición concreta de la PCSD corresponde de hecho al Consejo con el Alto Representante, y su ejecución, al Alto Representante con la supervisión del Consejo, o a ciertos órganos dependientes de uno o de otro. Podemos decir por tanto, en lo referente al Consejo Europeo, que sus atribuciones en política de seguridad y defensa son de incuestionable importancia política real, dado además que sus decisiones estratégicas, que son vinculantes, pueden en la práctica referirse a cualquier asunto de la misma, y entrar en cualesquiera detalles que considere oportuno; ello todo a pesar de que constitucionalmente se enuncien con especial parquedad, pudiendo enmascarar su verdadera relevancia. Finalmente, no debe olvidarse que será el Consejo Europeo quien, en su caso, adoptará la decisión de transformar la política de defensa común en una única defensa común europea.
Las funciones del Consejo están, sin embargo, mucho más definidas en relación con la PESC, en su conjunto, y en particular, en la PCSD, por lo que son muy poderosas. Si bien en el derecho constitucional y la política general comunitaria esta institución aparece principalmente como un colegislador junto con el Parlamento Europeo, en materia PESC-PCSD -de donde se haya excluida la adopción de actos legislativos a escala europea- se convierte en una instancia política omnipresente, con verdadera capacidad de decisión y gestión operativa, y con un control casi absoluto sobre los recursos empleados. En términos generales, el Consejo, que en este marco funciona en su formación de Asuntos Exteriores -presidida por el Alto Representante-, elabora la acción exterior de la Unión, incluida la PESC-PCSD, atendiendo a los objetivos y líneas estratégicas definidos por el Consejo Europeo, velando asimismo, junto con la Comisión y el Alto Representante, por su coherencia general.

### La Alta Representante
imagen = Kaja Kallas, High Representative of the Union, and Vice-President of the European Commission - P064583-775481.jpg
El AR dirige la principal infraestructura permanente de que dispone la Unión en sus relaciones internacionales: el Servicio Europeo de Acción Exterior, que integra casi todos los mecanismos orgánicos permanentes de la política defensiva de la Unión (el Comité Político y de Seguridad, el Comité Militar, el Estado Mayor de la Unión Europea, etc.). En particular:
- El AR puede plantear al Consejo, en solitario o junto con la Comisión, cualquier cuestión relacionada con la PCSD y presentar propuestas al respecto.
- Asimismo, puede convocar con carácter urgente una reunión del Consejo de Asuntos Exteriores si la situación internacional requiere una decisión rápida.
- Es al AR a quien los tratados asignan la función de mediación en los casos en que un Estado miembro manifieste dificultades severas para asumir un compromiso a escala europea, antes de remitir la situación, en su caso, al Consejo Europeo.
- Es también el responsable de coordinar a los ministros de exteriores y de defensa, en el seno del Consejo de Asuntos Exteriores, para la adopción o ejecución de las decisiones adoptadas.
- Asimismo, corresponde al AR la propuesta de designación y nombramiento de representantes especiales por el Consejo, encargados de misiones diplomáticas y políticas concretas que pueden tener asuntos de defensa en su cometido.
- Del mismo modo, y de acuerdo con su calidad de presidente del Consejo de Asuntos Exteriores y vicepresidente de la Comisión, es obligación del AR consultar periódicamente al Parlamento Europeo sobre los aspectos principales y opciones fundamentales de la PCSD, respondiendo a sus preguntas y recomendaciones y velando porque sus posiciones sean debidamente tenidas en cuenta.[36]
- También es el AR quien propone la modalidad de financiación de las distintas misiones europeas en el ámbito de la PCSD.[37]

Por otra parte, en el ámbito externo de sus facultades:
- Es el AR el encargado de dirigir en el nombre de la Unión las negociaciones y el diálogo con terceros países u organizaciones internacionales en el ámbito defensivo, incluido el Consejo de Seguridad de las Naciones Unidas, y el que expresa ante los mismos la posición europea.
- Es el responsable de coordinar las posiciones de los Estados miembros[38] y de negociar y concluir, en su caso, los acuerdos internacionales que comprometan a la Unión, en nombre y previo mandato del Consejo.
- En las conferencias o reuniones internacionales a las que no concurra, el AR deberá ser informado por los Estados miembros que participen de la misma.

### El Comité Político y de Seguridad
Con la entrada en vigor del Tratado de Lisboa emerge con fuerza un nuevo órgano de comitología especial -en el ámbito PESC y PCSD- que tiene como misión el continuo seguimiento de la situación internacional y de su evolución en los ámbitos relacionados con la PESC, y por tanto también de la PCSD.
Además de esta función genérica, el Comité tiene encomendada una función y una potestad suplementarias: la emisión de dictámenes dirigidos al Consejo o al Alto Representante y el rol de supervisar la ejecución de la política exterior, incluida la de seguridad y defensa, e informar de su evolución al Consejo de Asuntos Exteriores, sin perjuicio de la labor de dirección de la misma que corresponde al Alto Representante.

### La Agencia Europea de Defensa
La Agencia Europea de Defensa (EDA) es un organismo de la Unión que fue creado en 2004 con el fin de promover una cooperación permanente e institucionalizada entre los Estados miembros de la Unión Europea, a nivel comunitario, en todos los asuntos relativos a la capacidad defensiva de los mismos, incluidos su nivel de desarrollo tecnológico, la investigación científica y técnica en el ámbito de la defensa, la provisión y seguridad del armamento, etc.
La Agencia desarrolla estas tareas mediante métodos intergubernamentales de cooperación, por medio fundamentalmente de un creciente aprovechamiento de las llamadas sinergias en la industria militar de los Estados participantes (todos los de la Unión menos Dinamarca, que se encuentra acogida a una excepción), esto es, la puesta en común de los medios productivos y tecnologías nacionales junto con un reparto funcional y más sistemático de la producción, que eviten las duplicidades productivas y la descoordinación de las inversiones públicas y privadas en la industria militar y faciliten las economías de escala.

### El Servicio Exterior
De acuerdo con lo dispuesto por el Tratado de Lisboa, la Unión debe dotarse de un servicio diplomático unificado que será responsable de la llevanza general de los asuntos exteriores relativos a cualesquiera de las políticas comunitarias con una dimensión exterior, si bien la dirección de estas seguirá perteneciendo a las instituciones correspondientes. Dicho departamento se hallará situado bajo la dependencia jerárquica y orgánica del Alto Representante de la Unión para Asuntos Exteriores y Política de Seguridad, actualmente la socialista italiana Federica Mogherini. La anterior AR, lady Catherine Ashton, fue responsable de presentar una propuesta de Decisión reguladora del servicio, que fue aprobada por el Consejo y la Comisión, consultado el Parlamento, en 2010. Esta Decisión contiene las funciones que se atribuyen al Servicio. 
El Servicio Exterior estará integrado por funcionarios provenientes de la Comisión Europea, de la Secretaría General del Consejo y de los servicios diplomáticos nacionales de los Estados miembros, y se espera que se convierta en uno de los más numerosos del mundo, además de ser el primero de su especie de naturaleza multinacional. Dispondrá de embajadas o legaciones diplomáticas por todo el mundo.
El Servicio Exterior integra, entre otros órganos, un Estado Mayor de la Unión Europea y un centro de análisis de inteligencia, el SitCen, ambos con gran relevancia orgánica en el ámbito de la PCSD.

#### El Estado Mayor
El Estado Mayor es el órgano de la Unión que, situado funcionalmente en la órbita del Consejo a través de su Secretaría General, y bajo la autoridad del Alto Representante, tiene encomendadas funciones de planificación estratégica, evaluación y seguimiento de situaciones y emisión de alertas tempranas en el ámbito militar y defensivo. Gestiona, en las mismas condiciones, la supervisión de los aspectos militares de las misiones exteriores de la Unión en materia de seguridad y defensa, las llamadas misiones Petersberg (misiones humanitarias, de mantenimiento de la paz y de gestión de crisis).
Su núcleo está compuesto por una célula mixta, civil y militar, que integra a expertos y representantes nacionales del ejército y de las administraciones de defensa en misión especial y a funcionarios especialistas del Consejo, y dirigido por un militar del máximo rango (general o almirante) designado por el Consejo a propuesta del Alto Representante. Se trata de un órgano permanente con rango departamental y sus trabajos se reparten entre sus distintas secciones y direcciones.

#### EU INTCEN
La misión del EU INTCEN consiste en proporcionar análisis de inteligencia, alerta temprana y conciencia situacional al Alto Representante, al Servicio Europeo de Acción Exterior y al Estado Mayor de la UE o a otros órganos de la Unión Europea con competencia en los ámbitos de la Política Exterior y de Seguridad Común, Política Común de Seguridad y Defensa, así como a los Estados miembros.

### El Instituto de Estudios de Seguridad
El Instituto de Estudios de Seguridad (IESUE), es una agencia de la Unión Europea ubicada en París y que funciona en el marco de la Política Exterior y de Seguridad Común (PESC). Su objetivo es ayudar a crear una cultura europea común de seguridad y contribuir al debate estratégico, ofreciendo una interfaz entre responsables europeos y los diversos círculos de especialistas no oficiales. Las actividades del Instituto se orientan al análisis de datos y la formulación de las recomendaciones necesarias para la aplicación de las políticas de la UE.

### La Escuela de Seguridad y Defensa
La Escuela Europea de Seguridad y Defensa (EESD) es una red de instituciones académicas conformada en 2005 en el ámbito de la política común de seguridad y defensa de la Unión Europea con el fin de poner en común las prácticas de enseñanza y formación civil y militar de los Estados miembros, facilitando de este modo la interconexión y la mutua comprensión entre las diferentes instancias nacionales de aprendizaje en el ámbito de la defensa, y su progresiva aproximación.

## Financiación
En diciembre de 2013, el Consejo Europeo de Defensa acordó aumentar los esfuerzos de integración militar. Con ello se decidió también aumentar la I+D militar y pese a las propias leyes de la UE, se ha desarrollado la idea de la investigación de doble-uso (con aplicaciones en el ámbito militar y en el civil). El Programa Marco de Investigación de la UE, llamado Horizonte 2020, y con un presupuesto de 30,000 millones de euros ha abierto así la puerta también a la I+D militar y en seguridad, a la que se reservan explícitamente 2000 millones de euros.

## Situación actual

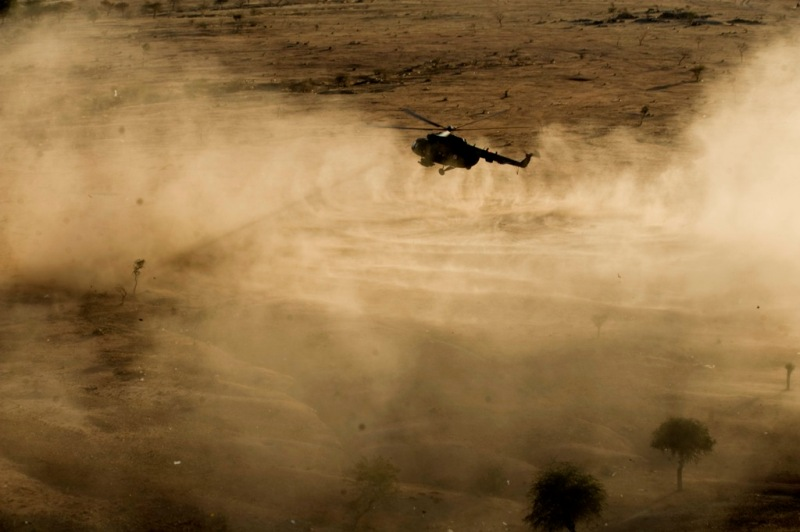
Helicóptero de la Eufor en la misión del Chad.

La política de defensa europea está supeditada a la OTAN, con el interés por parte de EE. UU. de que el Viejo Continente alivie la carga financiera y militar estadounidense en la Alianza, aumentando su apoyo financiero, militar y político a la organización.

### Cuerpos y fuerzas militares
El Eurocuerpo, ubicado en la ciudad francesa de Estrasburgo (Bajo Rin), es un cuartel general de cuerpo de ejército de carácter multinacional. Creado por Francia y Alemania en 1992, hoy está integrado por personal de seis naciones marco y cinco naciones asociadas. Las naciones marco ponen el Eurocuerpo al servicio de la Unión Europea (UE) y de la OTAN, que lo certificó en 2002 como uno de sus nueve Cuarteles Generales Terrestres de Alta Disponibilidad.
Los precedentes del Eurocuerpo se  sitúan en el año 1989, cuando el canciller alemán, Helmut Kohl, y el presidente de la República francesa, François Mitterrand, inician una cooperación militar estableciendo el Consejo de Defensa y Seguridad franco-alemán y creando una brigada conjunta, que entró en funcionamiento en 1991. 
Posteriormente, en 1992, en la cumbre de "La Rochela", ambos países firmaron el informe que supuso la creación del Eurocuerpo. En ese mismo año se incorporaron a la unidad los primeros oficiales alemanes y franceses. En el año 1993 se incorporó Bélgica y, un año después, se incorporó España. En 1995 se declaró operativo oficialmente y al año siguiente se unió Luxemburgo. En 2022 Polonia se convirtió en la sexta nación marco. El Eurocuerpo actualmente cuenta con seis estados marco: Alemania, Francia, Bélgica, España, Luxemburgo y Polonia, y cinco países  en calidad de asociados como Grecia, Turquía, Italia, Austria y Rumania. También ha habido, durante diferentes períodos, militares de Canadá (2003-2007), Reino Unido (1999-2002), Países Bajos (1999-2002) y Finlandia (2002-2005).
En la actualidad el Eurocuerpo se rige por el "Tratado relativo al Eurocuerpo y el estatuto de su Cuartel General" también conocido como "Tratado de Estrasburgo", un acuerdo firmado en Bruselas el 22 de noviembre de 2004 por los ministros de Defensa de los cinco países miembros por aquel entonces: Alemania, Francia, Bélgica, España y Luxemburgo y ratificado por sus parlamentos nacionales. Finalmente entra en vigor en 2009.
El tratado según detalla el artículo 1 tiene como objeto "definir los principios fundamentales relativos a las misiones, al modo de organización y al funcionamiento del Eurocuerpo".
En el artículo 2 define al grupo militar europeo como "el cuerpo del ejército multinacional constituido por el Cuartel General y por las unidades respecto a las cuales hayan efectuado las partes Contratantes la transferencia del mando al General al mando del Eurocuerpo".